# Kim Min-hee
Kim Min-hee (* 1. März 1982 in Seoul) ist eine südkoreanische Schauspielerin.

## Leben
Kim wurde am 1. März 1982 in Seoul geboren. Sie hat einen älteren Bruder und eine ältere Schwester.
Kim Min-hee fing während der Mittelschule an zu modeln und erschien in Modemagazinen. 1999 ergatterte sie so eine Rolle in der Fernsehserie School 2. Mit ihrer schauspielerischen Leistung konnte sie jedoch nicht überzeugen und blieb nur als damalige Freundin des Schauspielstars Lee Jung-jae in den Köpfen der Leute.
Nachdem sie 2006 die Synopse zur Dramaserie Goodbye Solo las, wusste Kim, dass sie die Hauptrolle unbedingt wollte. Sie bat den Drehbuchautor Noh Hee-kyung fünfmal um die Rolle, immer lehnte er sie ab. Aufgrund ihrer Entschlossenheit entschied er sich letztlich doch, Kim für die Rolle zu nehmen. Kim unterzog sich strengem Schauspieltraining und bekam das Drehbuch vor allen anderen, um ihre Rolle zu analysieren und zu üben. Kim sagte, dass sie bis Goodbye Solo nicht wusste, was sie mit ihrem Leben machen sollte, das Drama gab ihr allerdings das Gefühl, dass Schauspiel ihre Berufung sei. Sie erhielt gute Kritiken für ihre Leistung in der Serie.
Durch ihre anschließenden Filmrollen konnte sie sich einen Namen in der koreanischen Filmindustrie machen, beginnend mit Hellcats (2008), einer Komödie, die das Liebesleben von drei Frauen in unterschiedlichen Lebensphasen zeigt. Kim spielt eine aufstrebende Drehbuchautorin in ihren 20ern, die sich mit Unsicherheit über ihre Karriere und einer Beziehung mit einem mittelmäßigen Musiker quält. Kritiker bewerteten ihre Leistung positiv. Sie wurde mit den Baeksang Arts Award und den Busan Film Critics Award als beste Schauspielerin ausgezeichnet.
Ihre nächste Rolle hatte Kim 2009 in dem Film Actresses, einer halb improvisierten Mockumentary von E J-yong, mit dem sie bereits bei Asako in Ruby Shoes (2000) zusammenarbeitete. 2011 folgte eine Nebenrolle als Reporterin in dem Verschwörungsthriller Moby Dick.
Mit dem Psychothriller Helpless (2012) erweiterte Kim ihre Bandbreite. Der Film ist eine Adaption von Miyuki Miyabes Roman Feuerwagen. Kim wollte mit der Rolle zeigen, wozu sie als Schauspielerin imstande ist. Ihre eindrucksvolle Leinwandpräsenz als geheimnisvolle, junge Frau, die spurlos verschwindet, brachte Kim den Buil Film Award in der Kategorie beste Schauspielerin ein.
2013 spielte Kim an der Seite von Lee Min-ki die Hauptrolle in der romantischen Komödie Very Ordinary Couple. Der Film erzählt die Geschichte eines Paares, das sich mehrmals findet, das sich jedoch auch immer wieder trennt. Im darauffolgenden Jahr spielte sie in dem Actionfilm No Tears for the Dead eine trauernde Frau, die Zielscheibe eines Profikillers ist.

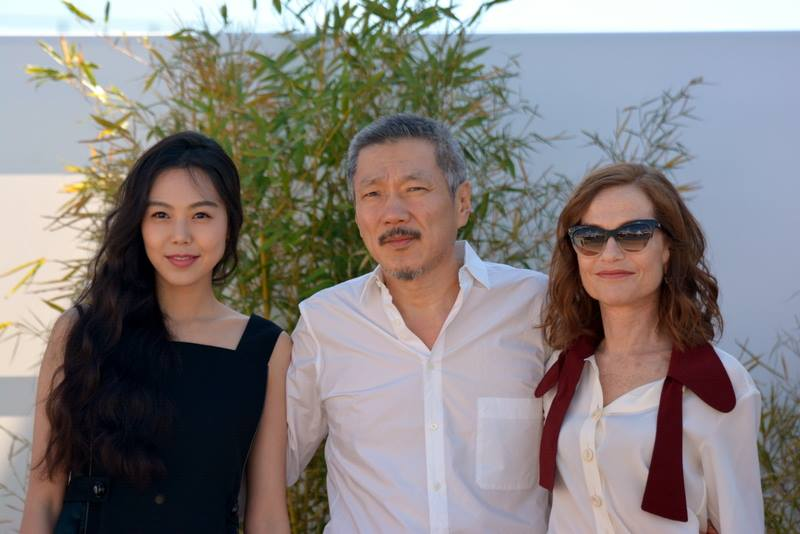
Kim (links) mit Hong Sang-soo und Isabelle Huppert auf den Filmfestspielen von Cannes 2017.

2015 arbeitet Kim mit den beiden Filmgrößen Hong Sang-soo und Park Chan-wook zusammen. So spielte sie eine Malerin in Hongs Film Jigeum-eun Matgo Geuttae-neun Teullida. Auf den Filmfestspielen von Locarno wurde der Film mit dem Goldenen Leoparden für den besten Film ausgezeichnet. Im Mai 2016 feierte Parks Film The Handmaiden schließlich seine Premiere auf den Internationalen Filmfestspielen von Cannes. Kim erhielt viel Lob für ihre mutige Leistung als reiche, japanische Erbin, die sich in ihr Dienstmädchen verliebt. Für diesen Film lernte sie wie auch ihre Schauspielkollegen Japanisch. 2016 erhielt sie für ihre Leistung den Director’s Cut Award als beste Schauspielerin des Jahres.
Im Februar 2017 zeigte sich Kim auf der Berlinale erstmals wieder der Öffentlichkeit seit Bekanntwerden ihrer Affäre mit dem verheirateten Regisseur Hong Sang-soo im Juni 2016. Auf den Filmfestspielen stellte das Paar ihren neuen Film On the Beach at Night Alone vor, für den Kim den Silbernen Bären als beste Darstellerin erhielt. Auch in Hongs beiden folgenden Filmen besetzte er Kim Min-hee. Während sie in der bei den Filmfestspielen von Cannes 2016 gedrehten Komödie Claire’s Camera (Keul-Le-Eo-Ui-Ka-Me-La) an der Seite von Isabelle Huppert zu sehen ist, schlüpfte sie für  The Day After (Geu-Hu) in die Rolle einer neuen Verlagsmitarbeiterin, deren Vorgängerin eine Affäre mit dem Chef hatte. Beide Filme wurden 2017 im Rahmen der 70. Filmfestspiele von Cannes gezeigt, wobei The Day After eine Einladung in den Wettbewerb um die Goldene Palme erhielt.
2018 wurde sie in die Academy of Motion Picture Arts and Sciences berufen, die jährlich die Oscars vergibt. Nach dem Skandal um die Affäre mit Hong Sang-soo spielte sie nur noch in seinen Filmen mit. Dadurch wurde die vormals durch Mainstream-Filme bekannte Kim zu einer Bekanntheit des Arthouse-Kinos. Sie erschien in den folgenden Jahren erneut unter der Regie Hongs in den preisgekrönten Filmen Introduction (2021), Die Schriftstellerin, ihr Film und ein glücklicher Zufall (2022) und By the Stream (2024). Letztgenanntes Werk, in dem sie als Theaterdozentin zu sehen, die in einen Skandal verwickelt wird, brachte ihr den Schauspielpreis des Locarno Film Festivals ein.

## Filmografie

### Filme
- 2000: Asako in Ruby Shoes (순애보 Sunaebo)
- 2002: Surprise Party (서프라이즈)
- 2008: Hellcats (뜨거운 것이 좋아 Tteugeoun Geosi Joha)
- 2009: The Actresses (여배우들 Yeobaeu-deul)
- 2011: Moby Dick (모비딕 Mobidik)
- 2012: Helpless (화차 Hwacha)
- 2012: Behind the Camera (뒷담화: 감독이 미쳤어요, Dokumentation)
- 2013: Very Ordinary Couple (연애의 온도 Yeonae-ui Ondo)
- 2014: No Tears for the Dead (우는 남자 Uneun Namja)
- 2015: Right Now, Wrong Then (지금은맞고그때는틀리다 Jigeum-eun Matgo Geuttae-neun Teullida)
- 2016: Die Taschendiebin (아가씨 Agassi / The Handmaiden)
- 2017: On the Beach at Night Alone (밤의 해변에서 혼자 Bamui haebyun-eoseo honja)
- 2017: Claire’s Camera (클레어의 카메라 Keul-Le-Eo-Ui-Ka-Me-La)
- 2017: The Day After (그 후 Geu-Hu)
- 2018: Grass (풀잎들 Puripdeul)
- 2019: Hotel by the River (강변호텔 Gangbyeon Hotel)
- 2021: Introduction (인트로덕션 Inteurodeoksyeon)
- 2022: Die Schriftstellerin, ihr Film und ein glücklicher Zufall (The Novelist’s Film bzw. 인트로덕션 So-seol-ga-ui Yeong-hwa)

### Fernsehserien
- 1999: School 2 (학교2)
- 2000: Oh! Happy Day (오! 해피데이)
- 2000: Look Back in Anger (성난 얼굴로 돌아보라)
- 2000: Juliet’s Man (줄리엣의 남자)
- 2002: Age of Innocence (순수의 시대)
- 2004: My 19 Year Old Sister-in-Law (형수님은 열아홉)
- 2006: Goodbye Solo (굿바이 솔로)
- 2008: Love Marriage (연애결혼)

## Auszeichnungen
1999
- KBS Drama Award in der Kategorie beste junge Darstellerin für School 2

2000
- SBS Drama Award in der Kategorie beste neue Schauspielerin für Juliet’s Man

2008:
- Baeksang Arts Award in der Kategorie beste Filmschauspielerin für Hellcats
- Busan Film Critics Award in der Kategorie beste Schauspielerin für Hellcats

2012
- Buil Film Award in der Kategorie beste Schauspielerin für Helpless

2013
- Baeksang Arts Award in der Kategorie beste Filmschauspielerin für Very Ordinary Couple
- Blue Dragon Award: Popularitätspreis für Very Ordinary Couple
- Women in Film Korea Award in der Kategorie beste Schauspielerin für Very Ordinary Couple

2016
- Director’s Cut Award: Beste Schauspielerin für The Handmaiden

2017
- Silberner Bär: Beste Darstellerin für On the Beach at Night Alone
- Internationales Filmfestival von Gijón: Beste Darstellerin für On the Beach at Night Alone[19]

2024
- Locarno Film Festival: Leopard – Beste schauspielerische Leistung für By the Stream